# 37e Assemblée générale de l'Île-du-Prince-Édouard
La 37e Assemblée générale de l'Île-du-Prince-Édouard fut en séance du 7 mars 1912 au 21 août 1915. Le parti conservateur dirigé par John Alexander Mathieson forma le gouvernement.
J. Edward Wyatt fut élu président.
Il y eut quatre sessions à la 37e Assemblée générale :
| Session | Début        | Fin           |
| ------- | ------------ | ------------- |
| 1re     | 7 mars 1912  | 26 avril 1912 |
| 2e      | 12 mars 1913 | 24 avril 1913 |
| 3e      | 11 mars 1914 | 22 avril 1914 |
| 4e      | 17 mars 1915 | 24 avril 1915 |

## Membres

### Kings
| Circonscription | Membre de l'assemblée | Membre de l'assemblée | Parti        | Conseiller | Conseiller               | Parti        |
| --------------- | --------------------- | --------------------- | ------------ | ---------- | ------------------------ | ------------ |
| 1er Kings       |                       | John McLean           | Conservateur |            | John Kickham             | Conservateur |
| 2e Kings        |                       | Albert E. Simpson     | Conservateur |            | Aeneas A. Macdonald      | Conservateur |
| 3e Kings        |                       | John A. Dewar         | Conservateur |            | John Alexander Macdonald | Conservateur |
| 4e Kings        |                       | Albert Prowse         | Conservateur |            | Murdock MacKinnon        | Conservateur |
| 5e Kings        |                       | Temple W. Macdonald   | Conservateur |            | John Alexander Mathieson | Conservateur |

### Prince
| Circonscription | Membre de l'assemblée | Membre de l'assemblée  | Parti        | Conseiller | Conseiller         | Parti        |
| --------------- | --------------------- | ---------------------- | ------------ | ---------- | ------------------ | ------------ |
| 1er Prince      |                       | Sylvaine F. Gallant    | Conservateur |            | Charles Dalton     | Conservateur |
| 2e Prince       |                       | John Richards          | Libéral      |            | Alfred McWilliams  | Libéral      |
| 3e Prince       |                       | Aubin-Edmond Arsenault | Conservateur |            | Hector D. Dobie    | Conservateur |
| 4e Prince       |                       | James Kennedy          | Conservateur |            | Michael C. Delaney | Conservateur |
| 5e Prince       |                       | James A. MacNeill      | Conservateur |            | J. Edward Wyatt    | Conservateur |

### Queens
| Circonscription | Membre de l'assemblée | Membre de l'assemblée | Parti        | Conseiller | Conseiller         | Parti        |
| --------------- | --------------------- | --------------------- | ------------ | ---------- | ------------------ | ------------ |
| 1er Queens      |                       | Murdock Kennedy       | Conservateur |            | John Howard Myers  | Conservateur |
| 2e Queens       |                       | John H. Buntain       | Conservateur |            | Louis L. Jenkins   | Conservateur |
| 3e Queens       |                       | George F. Dewar       | Conservateur |            | Henry F. Feehan    | Conservateur |
| 4e Queens       |                       | John S. Martin        | Conservateur |            | Alexander Macphail | Conservateur |
| 5e Queens       |                       | Stephen Rice Jenkins  | Conservateur |            | William S. Stewart | Conservateur |